# Хазнедар (квартал на Истанбул)
„Хазнедар“ (на турски: Haznedar) е квартал на Истанбул, разположен в околия Гюнгьорен. Общата му площ е 0,36 км2. Според данни на Адресната система за регистриране на населението (ABPRS) към 2023 г. населението на „Хазнедар“ е 19 433 жители.